# Peteroma jonesi
Peteroma jonesi là một loài bướm đêm trong họ Noctuidae.